# Pirkdorfer See
Der Pirkdorfer See (slow. Breško jezero) ist ein Baggersee in der Kärntner Gemeinde Feistritz ob Bleiburg. Der See liegt mittig zwischen dem Hauptort und dem Ortsteil Pirkdorf. An der Stelle des Sees befand sich eine Feuchtfläche, die durch Abbaggern zu einem Badesee gemacht wurde.

## Fischbestand
Das Kärntner Institut für Seenforschung (KIS) erhob folgende Fischarten:
- Hecht (Esox lucius)
- Wels (Silurus glanis)
- Rotauge (Rutilus rutilus)
- Rotfeder (Scardinius erythrophthalmus)
- Schleie (Tinca tinca)
- Barsch (Perca fluviatilis)
- Karpfen (Cyprinus carpio)

Laut KIS erfolgt nur geringfügiger Fischbesatz; es werden keine Gewässerscheine ausgegeben.

## Belege
1. 1 2  Vorzeitiges Ende des Festivals - Volksgruppen. In: volksgruppenv1.orf.at. Abgerufen am 6. Oktober 2017.
2. 1 2 3 4 5  Pirkdorfer See (Kärntner Institut für Seenforschung). In: ktn.gv.at. Abgerufen am 13. September 2020.